# Peter McDonald (Radsportler)

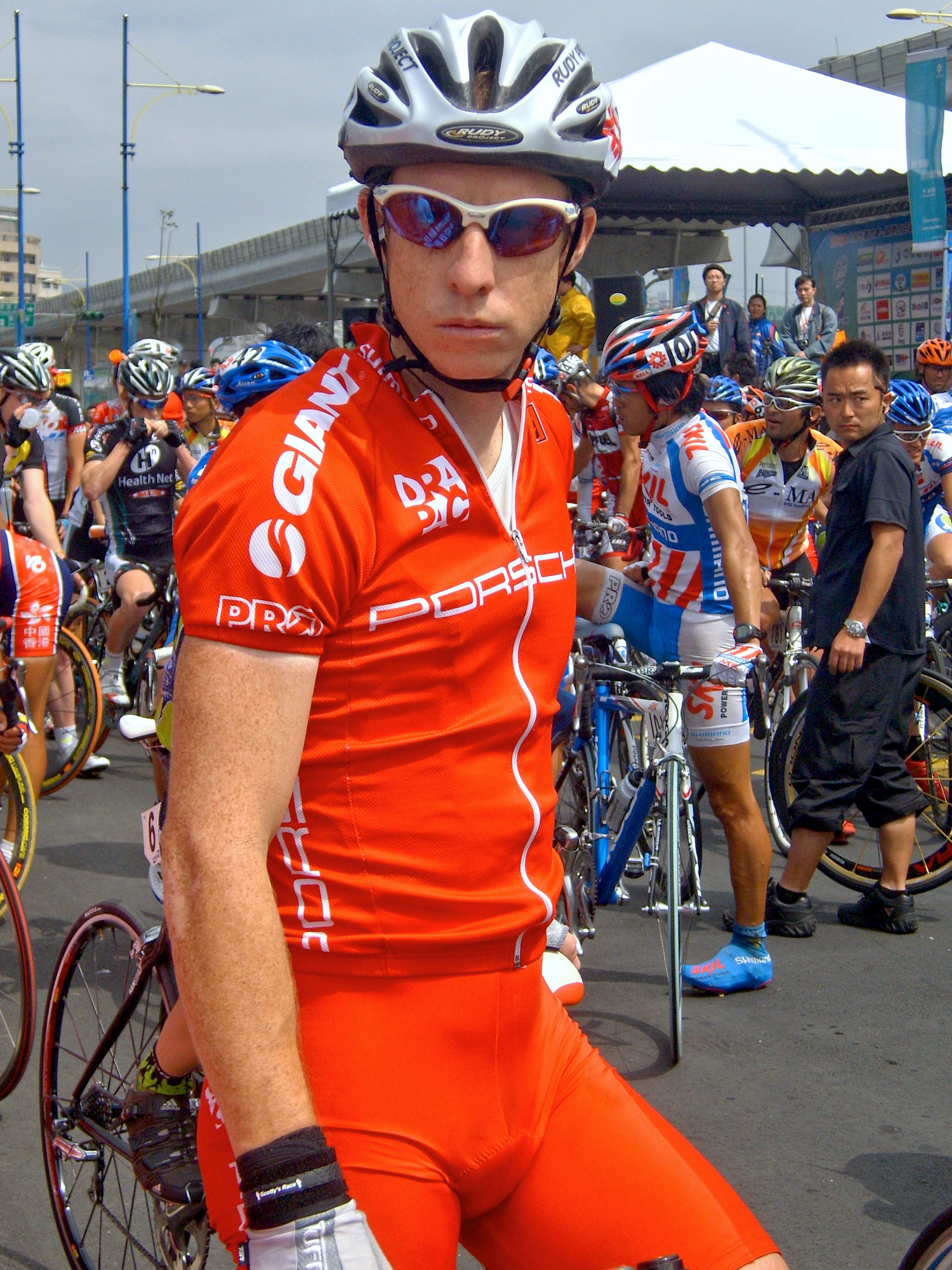
Peter McDonald bei der Tour de Taiwan

Peter McDonald (* 22. September 1978) ist ein ehemaliger australischer Radrennfahrer.
Nachdem McDonald seit 2004 bei verschiedenen Eintages- und Etappenrennen des australischen Radsportkalenders erfolgreich war, schloss er sich 2006 dem UCI Continental Team an FRF Couriers-Caravello. 2004 siegte er im Eintagesrennen Grafton to Inverell Cycle Classic. 
Im Jahr 2008 gewann er als Mitglied der Mannschaft Drapac Porsche je eine Etappe der Tour de Taiwan und der Tour de Hokkaidō. Sein erfolgreichstes Jahr war 2009, als er australischer Meister im Straßenrennen wurde und bei der Tour of Wellington siegte, wodurch er die Gesamtwertung der UCI Oceania Tour 2009 gewann. 2010 gelang ihm ein Etappensieg bei der Tour of Wellington. Im Jahr 2011 war er bis zum 31. Mai Mitglied des Teams V Australia, ohne internationale Siege zu erzielen.

## Erfolge
2008
- eine Etappe Tour de Taiwan
- eine Etappe Tour de Hokkaidō

2009
- Australischer Meister – Straßenrennen
- Gesamtwertung und eine Etappe Tour of Wellington
- Gesamtwertung UCI Oceania Tour

2010
- eine Etappe Tour of Wellington

## Teams
- 2006 FRF Couriers-Caravello
- 2007 FRF Couriers-NSWIS
- 2008 Drapac Porsche
- 2009 Drapac Porsche
- 2010 Drapac Porsche
- 2011 V Australia (bis 31.05.)